# Lice
Lice (zazaisch Lıcê, kurdisch Licê) ist eine Stadt im gleichnamigen Landkreis der türkischen Provinz Diyarbakır und gleichzeitig ein Stadtbezirk der 1993 geschaffenen Büyükşehir belediyesi Diyarbakır (Großstadtgemeinde/Metropolprovinz). Lice liegt 95 km vom Zentrum Diyarbakırs entfernt und grenzt an die Provinz Bingöl. Jahrhundertelang war Lice ein Dorf in der Nähe der größeren und bedeutenderen Antak-Festung. Doch mit der Zeit verlor die Festung an Bedeutung und im Gegenzug wurde Lice immer wichtiger. 1867 wurde es zur Belediye (Gemeinde) erhoben.
In dem nördlich gelegenen Ilce wird fast nur Landwirtschaft und Viehzucht betrieben. Er bestand bis 2013 aus zwei Bucaks, 13 Stadtvierteln (Mahalle), 57 Dörfern (Köy) und 112 Weilern (Mezra).
Ende 2020 lag Lice mit 25.027 Einwohnern auf dem 13. Platz der bevölkerungsreichsten Landkreise in der Provinz Diyarbakır. Die Bevölkerungsdichte liegt mit 25 Einwohnern je Quadratkilometer unter dem Provinzdurchschnitt (118 Einwohner je km²) und ist die drittniedrigste aller Landkreise Diyarbakırs.

## Politisches
Bei den Kommunalwahlen 2014 wurde Rezan Zugurli und Harun Erkun mit 91 % der Stimmen zur Co-Bürgermeistern gewählt. Es war das beste Resultat bei den Kommunalwahlen. Rezan Zugurli war damit die jüngste Bürgermeisterin der Geschichte der Türkei. Im Februar 2017 wurden die Co-Bürgermeister abgesetzt und es wurde ein Zwangsverwalter eingesetzt. Im August 2017 wurde Rezan Zugurli wegen einer vierjährigen Haftstrafe aus dem Jahre 2011, von der sie im Jahre 2012 13 Monate schon in Untersuchungshaft verbracht hatte, festgenommen.
Seit dem 27. August 2019 ist Cevdet Bakkal Kaymakam von Lice. Laut Webseite ist Ruken Yılmaz Co-Bürgermeisterin neben Tarık Mercan.

## Geschichte
Lice war das Hauptquartier des 5. Armeekorps der türkischen Armee während des Scheich-Said-Aufstands im Jahr 1925 und war zu Beginn des Aufstandes ein zentraler Punkt. Die Stadt wurde am 20. Februar von den loyalen Truppen von Scheich Said erobert. Der kurdische Zirki-Stamm im Bezirk Lice unterstützte ebenfalls den Aufstand von Scheich Said und als Vergeltung wurden die Stammesdörfer Çaylarbaşı, Kurlu, Alataş, Mat-bur und Çağlayan von Truppen der türkischen Armee demoliert und die dort lebende Bevölkerung getötet. Es wurde berichtet, dass die Truppen des türkischen Majors Ali Haydar die Mehrheit der Scheichs ausgelöscht haben.
Lice lag auf der Spitze eines Hügels, bis ein Erdbeben es am 6. September 1975 zerstörte. 2367 Menschen verloren ihr Leben. Der Ort wurde darauf am Fuße des Hügels im Tal wieder errichtet.
Im ehemaligen Dorf Ziyaret bei Lice wurde am 25. November 1978 die Arbeiterpartei Kurdistans gegründet.
Vom 20. bis 23. Oktober 1993 fand das Massaker von Lice statt, bei dem die türkische Armee als Vergeltung für den Tod eines Jandarma-Offiziers große Teile der Stadt zerstörte.

## Persönlichkeiten
- Tarık Ziya Ekinci (1925–2024), kurdischer Mediziner, Politiker und Autor
- Gazi Yaşargil (1925–2025), türkisch-schweizerischer Mediziner und Neurochirurg
- Mehmed Emîn Bozarslan (* 1934), Schriftsteller kurdischer Herkunft
- Hüseyin Baybaşin (* 1956), kurdischer Drogenhändler
- Sezgin Tanrıkulu (* 1963), kurdischer Menschenrechtler
- Faruk Aytek (* 1964), türkischer Politiker
- Burhan Eşer (* 1985), türkischer Fußballspieler
- Vedat Budak (* 1991), türkischer Fußballspieler